# جيم إليس (لاعب كرة قاعدة)
جيم إليس (بالإنجليزية: Jim Ellis)‏ هو لاعب كرة قاعدة أمريكي، ولد في 25 مارس 1945 في تولاري في الولايات المتحدة.

## وصلات خارجية
- جيم إليس على موقع دوري كرة القاعدة الرئيسي (الإنجليزية)
- جيم إليس على موقعبيزبول رفرنس.كوم (الدوري الرئيسي) (الإنجليزية)
- جيم إليس على موقعبيزبول رفرنس.كوم (الدوري الثانوي) (الإنجليزية)